# CBS This Morning
CBS This Morning (Nederlands: CBS Deze Ochtend) is een ochtendprogramma dat wordt uitgezonden op de Amerikaanse televisiezender CBS. Het wordt gepresenteerd door Norah O'Donnell en Gayle King vanuit het CBS Broadcast Centre in New York. Het programma wordt van maandag tot en met vrijdag uitgezonden van 7:00 tot 9:00 EST. CBS This Morning verving The Early Show, die werd uitgezonden van 1999 tot 2012. Het programma werd al eerder uitgezonden onder dezelfde naam van 1987 tot 1999.

## Presentatoren
- Charlie Rose (2012–geschorst per november 2017
- Erica Hill (2012)
- Gayle King (2012–heden)
- Norah O'Donnell (2012-heden)

### Correspondenten
- John Miller, senior correspondent, (2012–heden)
- Jeff Glor, speciale correspondent, (2012–heden)
- Rebecca Jarvis, Economische correspondent, (2012–heden)
- Wynton Marsalis, Culturele correspondent (2012–heden)